# Chiesa di San Francesco d'Assisi (Boscotrecase)
La chiesa di San Francesco d'Assisi è un luogo di culto del comune di Boscotrecase ed è sede dell'Ordine francescano secolare.

## Storia
L'ordine francescano a Boscotrecase nacque nel 1883 per volontà del parroco Giuseppe Izzo (1847-1914) e, ieri come oggi, vide la partecipazione di molti cittadini boschesi.
La primitiva chiesa dedicata al Santo d’Assisi sorgeva nei pressi del campanile della chiesa parrocchiale di Sant’Anna dove attualmente è sito l'ufficio del parroco.
Due correnti laviche della catastrofica eruzione del Vesuvio nell'aprile del 1906 invasero la piccola cittadina napoletana, e, una di queste, circondò la chiesa di Sant’Anna. La leggenda vuole che sia stata la santa stessa, portata in processione durante quei drammatici giorni, a scongiurare il crollo della struttura. La lava, però, non risparmiò la piccola cappella di San Francesco che venne completamente distrutta, insieme alla prima statua lignea del Santo e ad importanti documenti dell'ordine.
Nel 1913 cominciarono i lavori per la costruzione di una nuova chiesa dedicata a San Francesco, questa volta però venne eretta in via Carlo Alberto, all'angolo di piazza Sant'Anna. La costruzione del nuovo edificio vide collaborazione di tutti i cittadini. Ognuno offriva ciò che poteva, anche monsignor Giuseppe Izzo, ora vescovo di Cava e Sarno, offrì l'altare maggiore in marmi policromi di cui oggi non restano che la custodia e la mensa sulla quale è incisa la scritta DIVO FRANCISCO JOSEPH EPISCOPUS IZZO-ANNO1913 (a San Francesco, il Vescovo Giuseppe Izzo -anno 1913). Inoltre ogni cosa presente nella chiesa è stata dono di facoltosi cittadini devoti del Santo: dalla statua del santo stesso, che fu donata dal terziario Francesco Matrone negli anni trenta, al mobilio della sacrestia, alle statue presenti nella navata della chiesa, la quale, con delega della Curia Napoletana, fu consacrata l'8 novembre dello stesso anno. Intorno al 1930 l'edificio venne chiuso al culto per circa un anno per motivi riguardanti il suolo donato per la costruzione della chiesa, tuttavia i terziari vinsero la causa contro l'erede delle sorelle d'Amaro, che donarono il suolo anni addietro, e la chiesa riaprì al pubblico nel 1932.
Negli anni che seguirono la partecipazione alla vita francescana non si è mai indebolita e nei primi anni ottanta si ebbero opportuni lavori di ristrutturazione anche a causa del sisma del 23 novembre del 1980 che colpì, anche se lievemente, il paese. Nel 1990 viene inaugurata la biblioteca francescana.

## Descrizione
La facciata esterna si trova alla sommità di una gradinata in pietra vesuviana, dello stesso materiale è il portale d'ingresso. Si divide in due ordini: il primo ospita il portone d'ingresso, il quale è sormontato da un affresco che rappresenta San Francesco prostrato davanti a Cristo e a Maria con anime purganti sullo sfondo. Sul fregio del primo ordine compare la scritta III ORDINE FRANCESCANO FONDATO NEL 1883. Nella parte superiore trova posto una vetrata timpanata. La facciata ha termine con un frontone in stile dorico. Accanto, un piccolo campanile, con cupola a bulbo, con all'interno quattro campane in bronzo.
L'interno è molto semplice. Le due pareti della navata (divisa in due campate) ospitano, dal lato sinistro, un'edicola con all'interno una statua di Santa Teresa e un'altra con la statua lignea di San Vincenzo (XVIII secolo). Questa è di particolare interesse: il santo poggia il piede sinistro su un mappamondo, presenta l'indice rivolto verso l'alto (segno che indica l'atto del predicare), con ali, tromba e fiamma sul capo (segni del predicatore del Giudizio Universale), e con un libro nella mano sinistra. In particolar modo è da notare il suo abito artisticamente movimentato. Sul lato sinistro, invece, un affresco di Santa Margherita da Cortona e un pulpito ligneo che ha la particolarità di avere una mano sporgente dal parapetto che stringe un crocifisso.
Il presbiterio ospita ai lati le statue in cartapesta di San Francesco e Sant'Antonio poggiate sui loro baldacchini da processione. Alle spalle, una mensa eucaristica in marmo, rialzata per mezzo di due gradini, che reca alla base la scritta DIVO FRANCISCO JOSEPH EPISCOPUS IZZO-ANNO1913 (a San Francesco, il Vescovo Giuseppe Izzo -anno 1913). La mensa fino agli anni settanta era parte di un altare maggiore in marmi policromi coronato da un'edicola che ospitava il simulacro di San Francesco.
Nella sacrestia sono conservati un crocifisso in cartapesta e uno scarabattolo del Settecento con una statua presepiale di San Giuseppe dello stesso secolo.

## La biblioteca francescana
Probabilmente unica biblioteca monotematica del territorio, è sita nella sacrestia e venne fondata nel 1990 per volere dell'ex ministro Prof. Antonio Tommaso Cirillo. Presenta numerosi volumi tra i quali diversi testi agiografici di San Francesco e di altri santi francescani, saggi di filosofia, di dottrina francescana ecc. Alcuni libri sono stati pubblicati dagli stessi terziari boschesi.
Un racconto esaustivo delle vicende che hanno portato alla nascita del Terz'Ordine Francescano Secolare di Boscotrecase (oggi Ordine Francescano Secolare d'Italia, Ofs) ed alla successiva costruzione della chiesa si trova in C. ALBORETTI, Il Cantico di Frate Vesuvio, Edizioni Tau, Todi 2013 ISBN 978-88-6244-283-1 con prefazione di Pasquale de Lise, presidente emerito del Consiglio di Stato, originario di Boscotrecase. Il volume richiama due precedenti pubblicazioni dello stesso autore, pubblicate dall'Ofs, ossia "Pax et bonum, breve storia dell'Ofs di Boscotrecase" (1995) e "I laici Francescani alle falde del Vesuvio" (1998) entrambi parte della collana "Quaderni di vita francescana" di cui fanno parte anche le monografie "Il presepe di San Francesco" e "L'ultimo sigillo" (prefazione di don Antonio Ascione).